# Ion Cosma

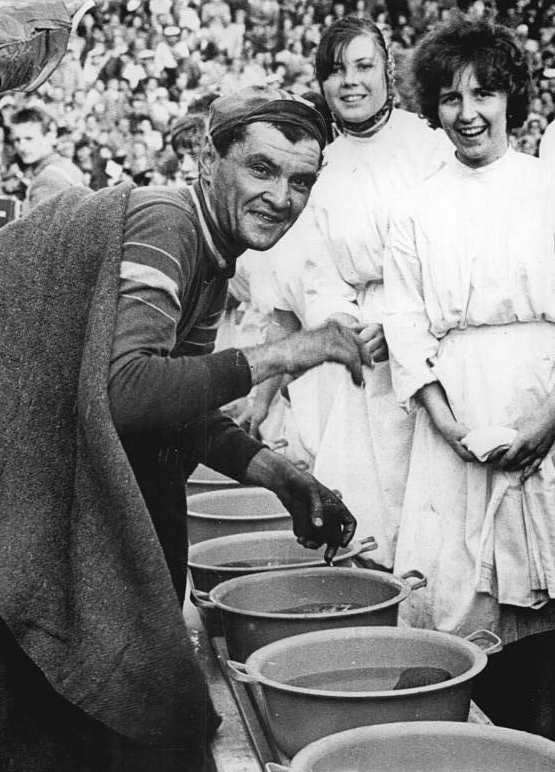
Ion Cosma (1961)

Ion Cosma (* 11. Juli 1937 in Târgu Mureș; † 1997 in Bukarest) war ein rumänischer Radrennfahrer und nationaler Meister im Radsport.

## Sportliche Laufbahn
Cosma nahm an den Olympischen Spielen 1960 in Rom sowie 1964 in Tokio teil. Er startete vier Mal bei der Internationalen Friedensfahrt, wobei 1961 Platz 7 seine beste Platzierung war. 1964 belegte er mit dem Straßenvierer bei den Straßenradsport-Weltmeisterschaften gemeinsam mit Gheorghe Bădără, Constantin Ciocan und Emil Rusu den 4. Platz. Während seiner Laufbahn gewann er 17 nationale Meistertitel in verschiedenen Disziplinen auf der Bahn und der Straße.

## Palmarès
| Jahr | Erfolg | Erfolg        | Rennen                    |
| ---- | ------ | ------------- | ------------------------- |
| 1959 | Sieger | Gesamtwertung | Turul Romaniei (Rumänien) |
| 1960 | 5.     | 5.            | Olympische Spiele, Straße |
| 1961 | Sieger | Gesamtwertung | Turul Romaniei (Rumänien) |
| 1961 | Sieger | 6. Etappe     | Friedensfahrt             |
| 1961 | 2.     | 13. Etappe    | Friedensfahrt             |
| 1963 | Sieger | 2. Etappe     | Cupa UCECOM (Rumänien)    |
| 1963 | Sieger | 5. Etappe     | Cupa UCECOM (Rumänien)    |
| 1963 | Sieger | Gesamtwertung | Cupa UCECOM (Rumänien)    |
| 1964 | Sieger | 4. Etappe     | Cursa Scintei (Rumänien)  |
| 1964 | Sieger | 7. Etappe     | Cursa Scintei (Rumänien)  |
| 1964 | 59.    | 59.           | olympisches Straßenrennen |
| 1966 | 2.     | Gesamtwertung | Turul Romaniei (Rumänien) |
| 1967 | 3.     | 3. Etappe     | Friedensfahrt             |
| 1967 | 3.     | 6. Etappe     | Friedensfahrt             |